# Рокбриџ (Илиноис)
Рокбриџ (енгл. Rockbridge) град је у америчкој савезној држави Илиноис.

## Демографија
По попису из 2010. године број становника је 169, што је 20 (-10,6%) становника мање него 2000. године.
| Група             | 2000.       | 2010.       |
| Белци             | 188 (99,5%) | 164 (97,0%) |
| Афроамериканци    | 0 (0,0%)    | 1 (0,6%)    |
| Азијати           | 0 (0,0%)    | 0 (0,0%)    |
| Хиспаноамериканци | 1 (0,5%)    | 4 (2,4%)    |
| Укупно            | 189         | 169         |